# Sceny dziecięce z życia prowincji
Sceny dziecięce z życia prowincji – polski film fabularny w reżyserii Tomasza Zygadły, zrealizowany w roku 1985.
Fabuła filmu oparta jest na opowiadaniu Widziane z dołu autorstwa Andrzeja Mencwela, który również był twórcą scenariusza. W produkcji ukazano realia społeczne schyłku epoki gierkowskiej w Polsce w przededniu wydarzeń sierpnia 1980, wykorzystując pomysły fabularne znanej XIX-wiecznej powieści Stendhala Czerwone i czarne.
Film kręcony w Łęczycy (plac Tadeusza Kościuszki, stacja kolejowa Łęczyca Wąskotorowa) i Warszawie.